# Женский мировой шоссейный кубок UCI 1998
Женский мировой шоссейный кубок UCI 1998 — 1-й сезон одноимённого шоссейного сезонного соревнования.

## Обзор сезона
Календарь турнира состоял из 6 однодневных гонок которые также входили в Женский мировой шоссейный календарь UCI 1998. Турнир стартовал в конце марта в Австралии. После этого в июне были проведены две гонки в США и Канаде. Заключительные три гонки прошли в августе и сентябре снова в Европе.
Регламент турнира был следующим. Индивидуальный рейтинг предусматривал начисление очков первым 20 гонщицам на каждой гонке. Победитель сезона определялся по общей сумме набранных очков независимо от количества проведённых гонок.
Начисляемые очки
| Место | 1  | 2  | 3  | 4  | 5  | 6  | 7  | 8  | 9  | 10 | 11 | 12 | 13 | 14 | 15 | 16 | 17 | 18 | 19 | 20 |
| ----- | -- | -- | -- | -- | -- | -- | -- | -- | -- | -- | -- | -- | -- | -- | -- | -- | -- | -- | -- | -- |
| Очки  | 75 | 50 | 35 | 30 | 27 | 24 | 21 | 18 | 15 | 11 | 10 | 9  | 8  | 7  | 6  | 5  | 4  | 3  | 2  | 1  |

Победительницей индивидуального рейтинга стала литовка Диана Жилюте которая выиграла 2 гонки, она также стала третьей по итогам Мирового календаря UCI 1998. Второе место заняла итальянка Алессандра Каппеллотто, третье – американка Деде Барри.

## Календарь
| 29 мар | Сидней Ворлд Кап          | CDM | Деде Барри             | Памела Шустер        | Элизабет Тадич       |
| 7 июн  | КорСтэйт Либерти Классик  | CDM | Петра Росснер          | Диана Жилюте         | Габриэлла Преньолато |
| 13 июн | Монреаль Ворлд Кап        | CDM | Диана Жилюте           | Жанни Лонго          | Барбара Хееб         |
| 9 авг  | Трофи Интернешнл          | CDM | Алессандра Каппеллотто | Катрин Марсаль       | Диана Жилюте         |
| 13 сен | Ледис Тур Бенеден-Маас    | CDM | Диана Жилюте           | Ина-Йоко Тойтенберг  | Виола Паулитц        |
| 27 сен | Гран-при Вильгельма Телля | CDM | Зульфия Забирова       | Эльсбет ван Рой-Винк | Жита Урбонайте       |

## Итоговый рейтинг
| Индивидуальный рейтинг | Индивидуальный рейтинг | Индивидуальный рейтинг    | Индивидуальный рейтинг | Индивидуальный рейтинг |
| Гонщик                 | Гонщик                 | Команда                   | Очки                   |                        |
| ---------------------- | ---------------------- | ------------------------- | ---------------------- | ---------------------- |
| 1-й                    | Диана Жилюте           | Acca Due O-Lorena Camicie | 271 очков              |                        |
| 2-й                    | Алессандра Каппеллотто | Acca Due O-Lorena Camicie | 134 очков              |                        |
| 3-й                    | Деде Барри             | Saturn                    | 126 очков              |                        |
| 4-й                    | Эльсбет ван Рой-Винк   | Opstalan                  | 87 очков               |                        |
| 5-й                    | Эдита Пучинскайте      | Acca Due O-Lorena Camicie | 87 очков               |                        |
| 6-й                    | Петра Росснер          |                           | 84 очков               |                        |
| 7-й                    | Зульфия Забирова       | Acca Due O-Lorena Camicie | 75 очков               |                        |
| 8-й                    | Катрин Марсаль         | Mimosa-Sprint             | 75 очков               |                        |
| 9-й                    | Жанни Лонго            | Ebly                      | 63 очков               |                        |
| 10-й                   | Барбара Хееб           | Serotta-Appenzeller       | 59 очков               |                        |